# Szindik
A szindik egy észak-kaukázusi törzs voltak, akik a Tamany-félszigeten telepedtek le, ahol az őslakos észak-kaukázusi maeotiak felett uralkodtak. 
A szindik etnikai hovatartozását egyes tudósok máig is vitatják, és nyelvük eredete is tisztázatlan. Egyes szovjet tudósok, például Nyikita Anfimov is, úgy vélték, hogy kaukázusi eredetűek, és egy protocirkász (adige) törzs voltak. Mások, így Oleg Trubacsov szerint is a szindik indoiráni eredetéről beszéltek, de ma már ezt a véleményt a tudósok többsége elutasítja. A modern történészek és régészek, mint Andrej Novicsihin, úgy vélik, hogy a szindik vegyes eredetűek voltak, egy részük indoiráni, másik részük kaukázusi (protocirkászi) eredetű volt.
Régészetileg a szindik a szkíta vagy a maeotiai kultúrához tartoztak, és a Boszporoszi Királysággal való érintkezés következtében fokozatosan hellenizálódtak.

## Történetük

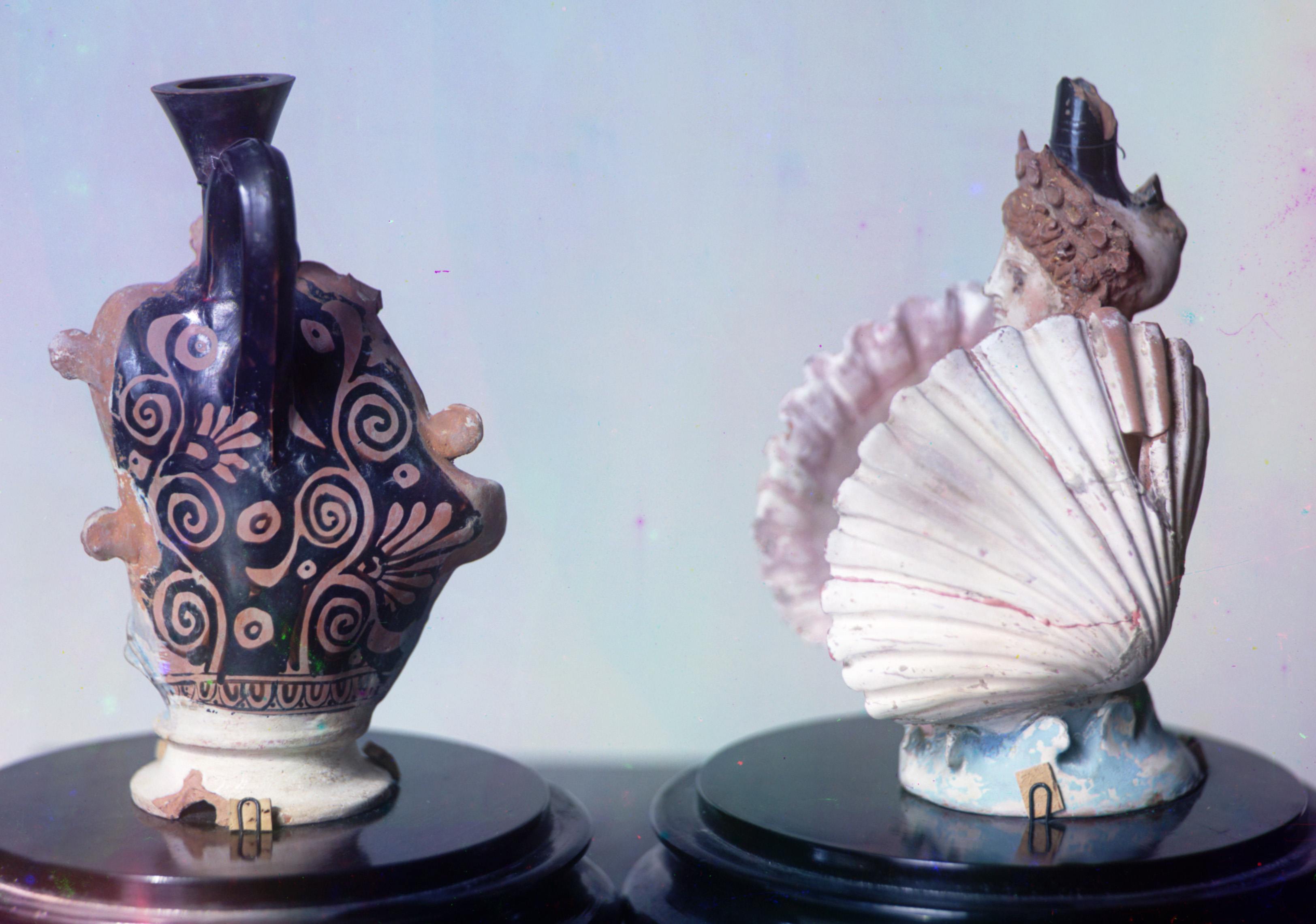
A Phanagoria melletti szindiai nekropoliszban feltárt ősi terrakotta edények. A felvételt Szergej Prokugyin-Gorszkij 1912 körül készítette

A szindik a görögök által Szindikának (ógörögül: Σινδικη, románul: Sindikē; latinul: Sindica) nevezett területen voltak jelen, amely a mai Krasznodartól nyugatra, a Tamany-félszigeten fekvő területnek felelt meg.
A Szindika királyság hosszú ideig létezett, majd a Boszporoszi Királysághoz csatolták.

## Közép-Európa
A szindik a többséggel ellentétben, akik az Észak-Kaukázusban maradtak, kisebb részük a szkíták Közép-Európába való terjeszkedésének részeként a Kr. e. 7–6. században nyugat felé vándorolt és a Magyar Alföldön telepedett le, és hamarosan elvesztették a kapcsolatot a Ponto-kaszpi sztyeppén maradt szkítákkal. 
A Kr. e. 3. századi görög szerző, Apollóniosz Rhodiosz (Rodoszi Apollóniosz) a „Laurion síkságon”, amely valószínűleg a Pannon-medence keleti része lehetett, a szindi népességet a szigünnákkal és az egyébként ismeretlen graucikkal együtt lokalizálta.

## Régészet

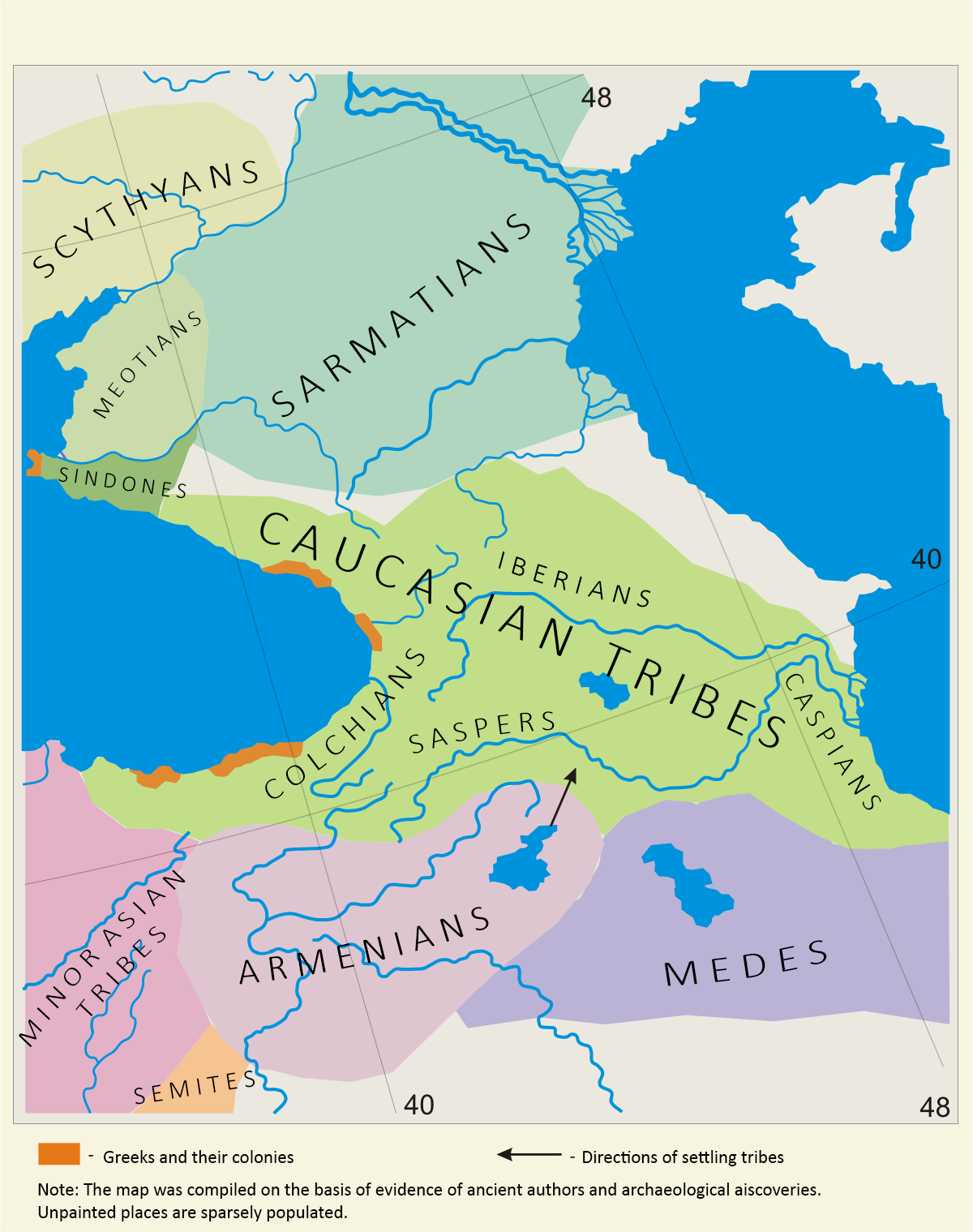
A szindik (sötétzöld) és más meótok (északabbra) az i. e. 5–4. században.

### Észak-Kaukázus
A maeotiai szkíta uralkodó osztály kezdetben kurgánokban temette el halottait, míg a maeotiai őslakosságot sík temetőkben temették el. A szindiai temetkezések folytatták ezt a hagyományt, és a szindiai uralkodó osztály tagjait továbbra is kurgánokba temették, míg a maeotiaiakat továbbra is sík sírokba.
Miután szindik a Kubán folyó jobb partja mentén épített korábbi az i. e. 4. században épített szkíta földvárakat elhagyták, a szauromaták átvették Kiskaukázia nagy részét, a szindik  az i. e. 6. században új földvárak sorozatát építették fel keleti határaikon. Az egyik ilyen szindi földvár a Jelizavetyinszkaja [ru] településen volt, ahol egy Kr. e. 400 körül épült kurgan állt, amelyben több embert temettek el, és amely 200 ló csontvázát is tartalmazta.

## Genetika

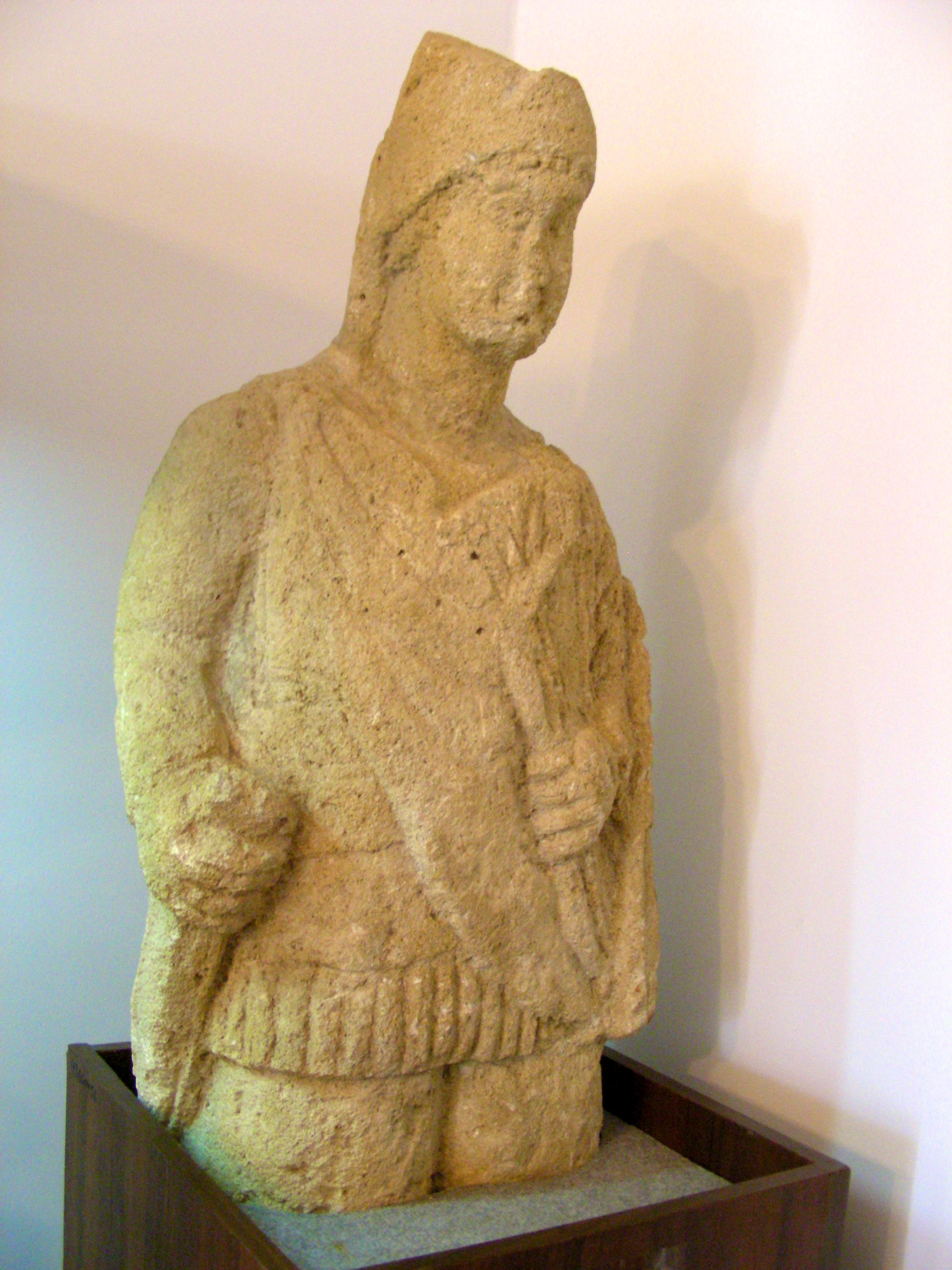
„Sindi harcos” szobor részlete a Kercsi Régészeti Múzeumból. A szobor egy fiatal harcost ábrázol páncélban, köpenyben, hegyes kalapban, karddal, íjjal és gorytosszal. Boszporai szobrász. Mészkő, Kr. e. II - I. Phanagoria közelében találták 1896-ban

A magyar szindi majdnem egyenlő arányban volt a neolitikus eredetű és sztyeppei, a Jamnaja kultúrához kapcsolódó; van egy kisebb WHG hozzájárulás is.
Az R1a1a (R-M17 vagy R-M198) az indoeurópai népességekkel leggyakrabban összefüggésbe hozott alklád. A legtöbb, állítólag az R1a eredetéről szóló vita valójában a domináns R1a1a (R-M17 vagy R-M198) alklád eredetéről szól. Az R1a1a két fő változatban fordul elő: Az R-Z93 látszólag az Ázsiában található R1a1a nagy részét magában foglalja, és az indo-irániakkal áll rokonságban. Másrészt az R-Z282 az R1a1a fő európai ága, amely elsősorban a baltiakkal és a kelet-európai szlávokkal áll rokonságban. 
Az eddig gyűjtött adatok az R-Z93 magas gyakoriságára utalnak az észak-indiai szubkontinensen, Tádzsikisztánban és Afganisztánban: A bengáli brahminok akár 72%-ban, a mohana törzs akár 71%-ban, a nepáli hinduk akár 69,20%-ban, a tádzsikok pedig akár 68%-ban hordozzák az R1a1a-t. 
Irán nyugati részén az irániak alacsony R1a1a-szintet mutatnak, míg Irán keleti részein élő férfiak akár 35%-ban hordozzák az R1a1a-t. Ennek történelmi és őskori lehetséges okai a népességgenetikusok és geneológusok körében folyamatos vita és figyelem tárgyát képezik, és a nyelvészek és régészek számára is potenciális érdeklődésre tarthatnak számot.
A Krasznojarszk régióból származó, az andronovói kultúrához rendelt 10 emberi férfi maradványból 9 rendelkezett az R1a Y-kromoszóma haplocsoporttal és egy C-M130 haplocsoporttal (xC3). 9, ugyanahhoz az Andronovo horizonthoz és régióhoz rendelt egyén mtDNS haplocsoportjai a következők voltak: U4 (2 személy), U2e, U5a1, Z, T1, T4, H és K2b.
Egy 2004-es tanulmány azt is megállapította, hogy a bronzkor/vaskor időszakában a kazahsztáni népesség többsége (a bronzkorban az andronovói kultúra része) nyugat-eurázsiai anyai vonalhoz tartozott (olyan mtDNS haplocsoportokkal, mint az U, H, HV, T, I és W), és hogy a Kr. e. 13-7. századot megelőzően minden kazahsztáni minta európai vonalhoz tartozott.
Egy 2022-es tanulmány megállapította, hogy a Dél-Közép-Ázsiából származó modern egyének, különösen a tádzsikok és a jágnobik, erős genetikai folytonosságot mutatnak a vaskori indo-irániak felé, és csak kis mértékben befolyásolta őket a külső génáramlás, míg a modern török népek jelentős mennyiségű ősökkel rendelkeznek egy „bácskai vadászó-gyűjtögető” forrásból (átlagosan ~50%), a fennmaradó rész pedig a tádzsikoknál maximalizált ősökből származik. A történelmi indoirániak magas genetikai rokonságot mutattak az európai vadászó-gyűjtögetőkkel és az iráni neolitikus földművesekkel.

## Fordítás
- Ez a szócikk részben vagy egészben  a   Sindi people című angol Wikipédia-szócikk fordításán alapul.  Az eredeti cikk szerkesztőit annak laptörténete sorolja fel. Ez a jelzés csupán a megfogalmazás eredetét és a szerzői jogokat jelzi, nem szolgál a cikkben szereplő információk forrásmegjelöléseként.